# Microsoft Update Catalog
Die Website Microsoft Update Catalog stellt Softwareaktualisierungen für Computer mit Windows 2000 (Service Pack 3) und alle später erschienenen Windows-Betriebssysteme bereit.
Neben den Updates für Microsoft-Betriebssysteme kann man auch Aktualisierungen für das MSR-Tool, .NET-Framework, Security Essentials, Windows Defender, Edge, Silverlight, Visual Studios und für weitere MS-Produkte erhalten.
Bis zum Herbst 2016 konnte man den Vorgänger der Website nur mit dem Internet Explorer und einem speziellen ActiveX-Steuerelement verwenden.

## Umfang
Der von Microsoft erstellte Dienst bietet eine umfangreiche Liste von Updates. Die neuen Sicherheitsupdates werden einmal im Monat auf der Website veröffentlicht, außer bei besonderen Gefahren. Bei einem sehr sicherheitsrelevanten Exploit, das bereits von verbreiteter Malware ausgenutzt wird, veröffentlichte Microsoft in Einzelfällen so schnell wie möglich einen entsprechenden Hotfix. Das war beispielsweise beim Computerwurm WannaCry im Mai 2017 der Fall, wegen dem Microsoft sogar ein außerplanmäßiges Update für das eigentlich nicht mehr unterstützte Betriebssystem Windows XP herausbrachte.
Microsoft gab zur Einführung der Website folgende Pressemitteilung heraus:

„Because the new services and technologies draw information and updates from a single source—the Microsoft Update catalog—and use a common polling engine (provided by the new Windows Update Agent), our customers will have a much more integrated and reliable update management process.“

(Übersetzung: "Da die neuen Dienste und Technologien Informationen und Updates aus einer einzigen Quelle – dem Microsoft Update-Katalog – beziehen, und eine gemeinsame Polling-Engine (die vom neuen Windows Update-Agent bereitgestellt wird) verwenden, verfügen unsere Kunden über einen wesentlich stärker integrierten und zuverlässigeren Update-Verwaltungsprozess.")

## Verwendung
Die erste Auflage der Seite wurde im August 2007 angeschlossen und funktionierte nur in Microsofts damaligem Webbrowser, dem Internet Explorer Version 6 oder 7. Vor der Verwendung der Website musste der Benutzer ein ActiveX-Steuerelement installieren.
Seit Ende 2015 und mit der Veröffentlichung von Windows 10 stellt Microsoft Offline-Updates ausschließlich über den Microsoft Update Catalog zur Verfügung. Die Website erfordert seither kein ActiveX-Steuerelement mehr und kann von jedem modernen Browser aus verwendet werden. Auf diese Weise können Benutzer aller Plattformen Updates für die Archivierung oder Verteilung herunterladen.
Suchvorgänge konnten als RSS-Feed durchgeführt werden, um neue Updates anzuzeigen. Im Microsoft Update Catalog werden Downloads mit dem Background Intelligent Transfer Service bezogen, der Updates asynchron von der Website herunterlädt und dabei so wenig Bandbreite wie möglich nutzt.
Bei Windows Server Update Services und im System Center Configuration Manager 2007 wird die Verwaltung der Netzwerk-Administrator-Updates aktualisiert und über ein Netzwerk ermöglicht.